# Karotisdissektion
Karotisdissektion börjar med en spricka i arteria carotis internas  intimaskikt där blod tränger in mellan intiman och tunica media. Detta kan orsaka  antingen dubbellumen, ocklusion (stopp) eller aneurysmal dilatation (pseudoaneurysm). Karotisdissektion och är den vanligaste orsaken till stroke hos unga vuxna.
Dissektion kan uppstå efter våld mot hals eller nacke, t.ex.vid trafikkollision, slag eller strypning, man det kan även ska spontant.

## Symtom
Symtomen kan delas in i icke-ischemiska och ischemiska:

### Icke-ischemiska symtom
- Huvudvärk, särskilt runt ett av ögonen
- Nacksmärta
- Svullen tunga[4]
- Minskad pupillstorlek med hängande av övre ögonlocket, s.k Horners syndrom )
- Pulserande tinnitus

### Ischemiska symtom
- Nedsatt syn, tillfälligt eller permanent ipsilateralit, dvs på samma sida som dissektionen
- Strokesymtom kontralateralt (på motsatt sida jämfört med sidan) i form av svaghet i ansikte, arm och ben, språkstörning eller andra symtom.

## Orsaker

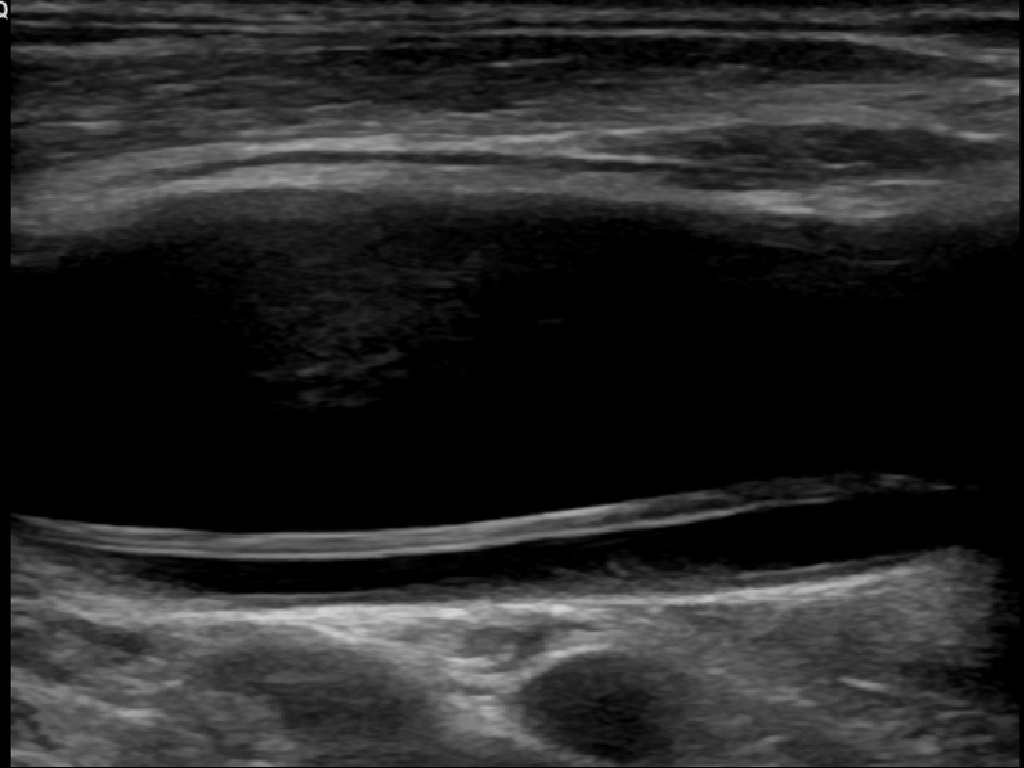
Dissektion visualiserat via ultraljud

Orsaken kan vara spontan (utan känt trauma) eller traumatisk (våld mot hals eller nacke). 

### Spontan karotisdissektion
Vid en spontan karotisdissektion har man inget känt trauma. Det är den vanliga orsaken till stroke hos yngre individer.
Incidensen av spontan karotisdissektion är mellan 2,6 till 2,9 per 100 000.
Observationsstudier och fallrapporter har visar att patienter med spontan karotisdissektion har en familjehistoria av ärftliga bindvävssjukdomar såsom: Marfans syndrom , Ehlers-Danlos syndrom, autosomalt dominant polycystisk njursjukdom, pseudoxanthoma elasticum, fibromuskulär dysplasi och osteogenesis imperfecta typ I.  IgG4-relaterad sjukdom har också angets som en association till karotisdissektion.
Det är viktigt att förstå att trots att det finns en association mellan olika sjukdomar har de flesta individer med spontana artärdissektioner inte associerade bindvävsstörningar. Rapporterna om förekomsten av ärftliga bindvävssjukdomar hos personer med spontana dissektioner är också mycket varierande, från 0 till 0,6 procent i en studie till 5  till 18 procent i en annan studie. 
Till sist, det finns en association mellan en förlängd styloidprocess (känd som Eagles syndrom) när den förlängda styloidprocessen möjligen är orsaken till dissektionen.

### Traumatisk
I ungefär hälften av fallen finns det ett känt trauma mot nacke eller hals. Uppskattningsvis 0,67 procent av patienterna som lades in på sjukhuset efter större motorfordonsolyckor hade trubbiga våld mot halsen, inklusive intimaladissektioner, pseudoaneurysm, tromboser eller fistlar. Av dessa hade 76 procent intimal dissektioner, pseudoaneurysm eller en kombination av de två. Sportrelaterade aktiviteter som surfing och Jiu-Jitsu har rapporterats som orsaker till karotisdissektion.
Den sannolika skademekanismen är hyperextension och rotation av halsen. Detta kan leda till att kärlet sträcker på sig som i sin tur kan leda till en rift av intiman.
Det finns rapport om att dissektioner har uppträtt efter nackmanipulation.

## Patofysiologi
Dissektion  uppstår när en liten rift bildas i artärväggens innersta del (känd som tunica intima ). Blod kan sedan komma in i utrymmet mellan intiman och median vilket i sin tur kan leda till att det bildas trombmassor som emoliseras eller blir en stenos (stopp i kärlet). IIbland kan en ocklusion vara helt asymptomatisk eftersom det finns kollateraler (alternativa vägar för blodet). 
Blodproppar, eller emboli, som härrör från dissektionen tros vara orsaken till infarkt i de flesta fall av stroke i närvaro av halspulsåderdissektion. Cerebral infarkt orsakar irreversibla skador på hjärnan. I en studie av patienter med halspulsåderdissektion hade 60 % infarkter dokumenterade på neuroimaging.

## Behandling
Om patienten har utvecklat en akut stroke behandlas det på sedvanligt sätt med revaskuleringsbehandling. Sekundärbehandlingen i världen varier. I Sverige används i första hand trombocythämmare under 3-6 månader.

## Epidemiologi
Ungefär sju av tio av patienterna med karotisdissektion är mellan 35 och 50 år, med en medelålder på 47 år.